# Moneta australis
Moneta australis là một loài nhện trong họ Theridiidae.
Loài này thuộc chi Moneta. Moneta australis được Eugen von Keyserling miêu tả năm 1890.